# Xã Zell, Quận Faulk, South Dakota
Xã Zell (tiếng Anh: Zell Township) là một xã thuộc quận Faulk, tiểu bang Nam Dakota, Hoa Kỳ. Năm 2010, dân số của xã này là 64 người.